# ジャコブ・ビアモンテ
ジャコブ・ビアモンテ（Jacob Biamonte) は、アメリカ合衆国出身の数理物理学者である。量子物理学とテンソルネットワーク状態をカテゴリー理論（圏論）につなぐ研究に関わっている。D-Wave Systemsで研究物理学者として勤務後、現在は、イタリアのトリノにあるThe Institute for Scientific Interchange (ISI Foundation) の研究員として勤務。また、ネットワーク理論において、John Baezと研究グループを牽引したシンガポール国立大学のThe Centre for Quantum Technologies (CQT)で科学者としての役割も兼務shiteiru。